# Lotus 23
La Lotus 23 era una vettura da competizione progettata da Colin Chapman che doveva montare motori di piccola cilindrata. Per rispettare le regole della serie era nominalmente una vettura a due posti anche se era costruita per poter correre con il solo pilota. La 23 utilizzava una versione più grande del telaio della Lotus 20 con le stesse sospensioni e con carrozzeria in vetroresina. In origine doveva essere potenziata con motori da 750 a 1.300 cm³ e la versione modificata, la Lotus 23B, aveva tubi del telaio più spessi in modo da poter sopportare le tensioni indotte dalla coppia di un motore Lotus Twincam a doppio albero a camme da 1,5/1,6 litri realizzato su base Ford.
La vettura effettuò il suo debutto su circuito del Nordschleife nel maggio del 1962. Con Jim Clark al volante la Lotus 23, che aveva un motore con solo 100 hp, scappò via alle varie Porsche, Ferrari e Aston Martin. Nonostante fossero presenti automobili che avevano una potenza quattro volte superiore a quella della 23 alla fine del primo giro Clark precedeva di 27 secondi la Porsche guidata da Dan Gurney. La leadership di Clark aumentò giro dopo giro fino a quando al 12º giro Clark fu costretto al ritiro per l'allentamento dei collettori di scarico che, sfiatando, iniziarono ad intossicare il pilota all'interno dell'abitacolo portandolo a commettere un errore alla curva Kesselchen.
Nel giugno del 1962 furono iscritte a Le Mans due Lotus 23 con motori da 750 e da 1 litro. Per le pressioni politiche delle squadre francesi le due 23 furono squalificate per problemi tecnici. Un Chapman furioso esclamò Non gareggeremo mai più a Le Mans e il Team Lotus da allora ha sempre mantenuto questa promessa.
Nonostante questi problemi iniziali la Lotus 23 si dimostrò un'auto da corsa competitiva, solida e popolare. Ne sono state prodotte 130 in tre versioni: 23 standard, 23B, 23C. Oggi queste vetture sono la colonna portante delle gare per auto d'epoca in Europa e Stati Uniti.
Il restauro e la costruzione di repliche della Lotus 23 ha preso il via con i primi anni '80 quando un piccolo gruppo di appassionati propose di realizzare il restauro delle Lotus 23 utilizzando componenti ricostruiti. Ed oggi questi componenti sono facilmente reperibili.. E, sempre nello stesso periodo, venne fondato il Registro per le Lotus 23. E questo registro è ora parte dell'Historic Lotus Register della Gran Bretagna. Appassionati della vettura hanno fondato il "L23Registry" su Yahoo Group. Dal 2007 alcuni organizzatori di gare e la Historic Motor Sport Association hanno iniziato a porre dei limiti alla partecipazione alle gare storiche delle vetture replica. E sono molte le fonti di repliche.

## Xanthos 23
La Xanthos 23 è la riproduzione più accurata della vettura originale e utilizza lo stesso progetto e gli stessi materiali come nella vettura degli anni '60. Dotata di motore Lotus a doppio albero a camme la Xanthos viene costruita in maniera artigianale vicino a Bristol.

## Noble 23
Facendo seguito al successo della sua Ultima GTR, Lee Noble ha creato una replica della Lotus 23 con una carreggiata più ampia che permette alla vettura di essere veramente una due posti. Si è dimostrata vincente nelle gare e con altre 60 repliche prodotte monta sia il Lotus che il motore Renault V6. La versione continuò ad essere prodotta prima dalla Auriga Design che utilizzava un motore della Alfa Romeo e transaxle e poi dalla Mamba Motorsport, situata vicino ad Oxford, con motore Ford Duratec.